# 張衡 (洪武進士)
張衡，万安人，明朝初期政治人物。

## 生平
洪武十八年（1385年），張衡中式二甲第九名进士，授吏科给事中，升任礼部侍郎。以清廉被表彰，事迹载于《明大诰》。后因言连坐而死。